# René Charles Élisabeth de Ligniville
René Charles Élisabeth de Ligniville (22 février 1760 à Herbéviller (Meurthe-et-Moselle) - 14 septembre 1813 à Boncourt (Meuse) est un général français de la Révolution et de l’Empire.

## Biographie
Colonel du régiment de Condé quand éclata la Révolution dont il adopta les principes avec chaleur, il fut incorporé dans l'armée de La Fayette, qui lui confia la défense de Montmédy, que Ligniville sut conserver à la République. Son courage lui valut le grade de maréchal de camp le 13 janvier 1792. Arrêté lors de la désertion de Dumouriez sous les ordres duquel il commandait, il fut incarcéré pendant un mois, et dès qu'il fut mis en liberté, émigra en Allemagne, où son républicanisme lui attira mille tracasseries mesquines de la part des émigrés. 
Rentré en France en 1795, Ligniville obtint du Premier Consul, grâce à la protection de Mme Helvétius, d'être promu au grade de général de division le 10 octobre 1796 à la préfecture de la Haute-Marne, fut nommé député, inspecteur des haras et enfin baron de l'Empire le 28 janvier 1809. Mais jamais Bonaparte ne consentit à mettre à l'épreuve ses talents militaires. On a de lui : Exposé de la conduite du citoyen Ligniville, général de division, etc. (1793).
Son nom est inscrit sous l'arc de triomphe de l'Étoile : 5e colonne, LIGNEVILLE.

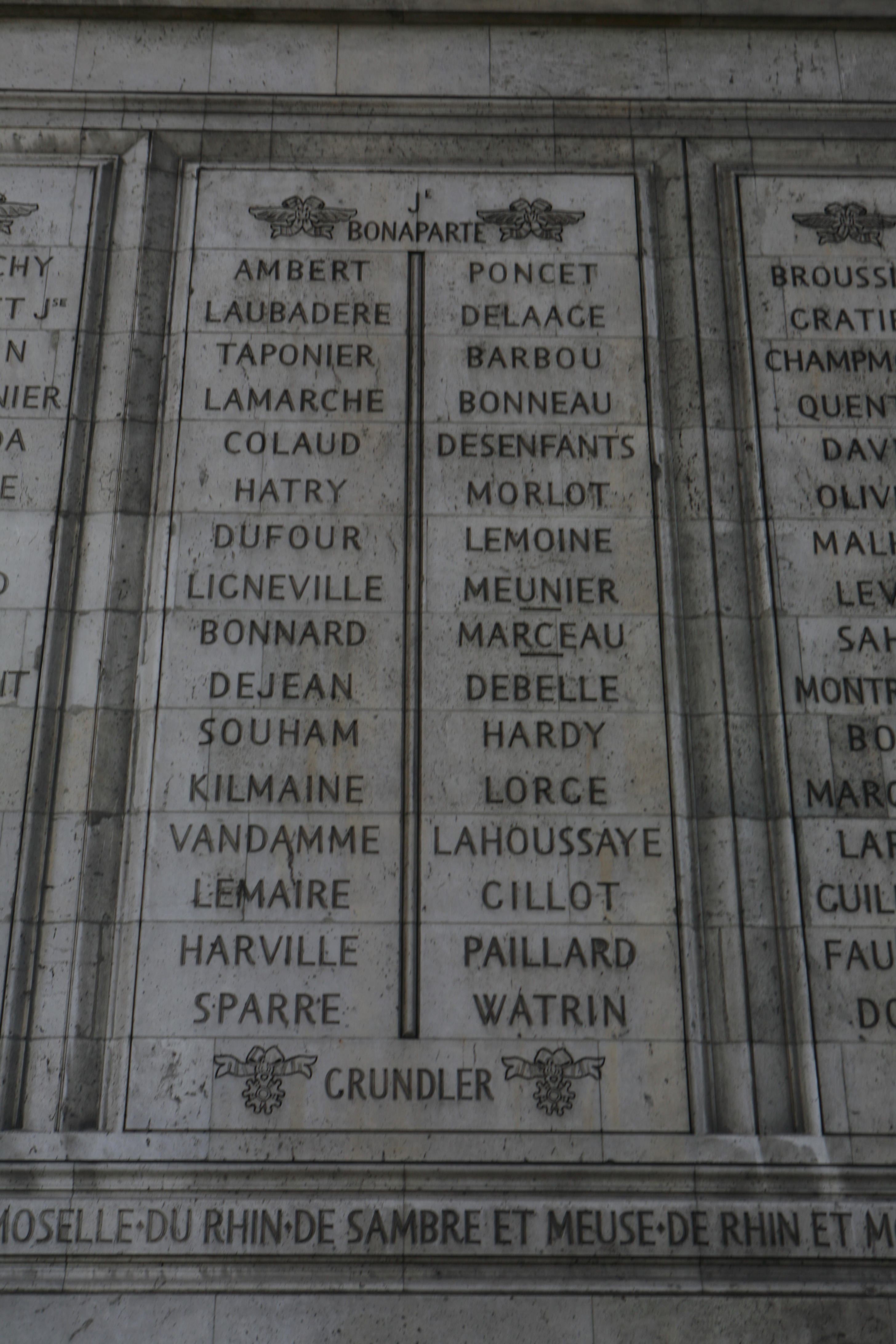
Noms gravés sous l'arc de triomphe de l'Étoile : pilier Nord, 5e et 6e colonnes.

## Armoiries
- Baron de l’Empire le 28 octobre 1808 (décret), le 28 janvier 1809 (lettres patentes)

- Fuselé d'or et de sable, quartier des barons militaires - Livrées : les couleurs de l'écu 

## Sources
- Grand dictionnaire universel du XIXe siècle, par Pierre Larousse
- Thierry Pouliquen, « Les généraux français et étrangers ayant servis [sic] dans la Grande Armée » (consulté le 29 avril 2014)
- « La noblesse d’Empire » [archive du 7 janvier 2016] (consulté le 29 avril 2014)
- Notices d'autorité :   - VIAF
  - ISNI
  - BnF (données)